# أليكساندر ري
أليكساندر ري (بالفرنسية: Alexandre Rey)‏ (و. 1812 – م) هو سياسي، من فرنسا، ولد في مارسيليا.

## مناصب
تولى منصب عضو الجمعية الوطنية الفرنسية.